# Šachtau
Šachtau byl jeden ze čtyř šichanů, který se nacházel v blízkosti města Sterlitamak v ruské republice Baškortostán. Zbylé tři nesou názvy Kuštau, Toratau a Juraktau.
Stejně jako ostatní šichany byl Šachtau masivem pocházejícím z permského období (pozdního paleozoika), vznikl tedy před více než 230 miliony lety. V roce 1959 byl na východním svahu objeven hřbitov ze 13. a 14. století.
Hora, která byla spolu s ostatními šichany místním obyvatelstvem považována za posvátnou, byla zcela zničena v důsledku získávání surovin pro společnost Башкирская содовая компания (BSK).
Osud Šachtau hrozí i dalším šichanům. V Baškortostánu probíhá kampaň za zachování přírodních památek. Aktivisté považují zničení Šachtau za příklad barbarského přístupu k přírodě.